# Moskvatornadon 1904
Moskvatornadon 1904 var en stor tornado i centrala Ryssland. Det hela började som ett åskväder i Tulaområdet. Den blåste sedan norrut, passerade genom Moskvas östra förorter i Jaroslavlområdet. Då molnen nådde Moskvas förorter förstördes många byggnader, samt Lefortovodistriktet inuti staden. Mer än 100 människor omkom.